# Гідрогеохімічні шкали
Шкали гідрогеохімічні (рос. шкалы гидрогеохимические, англ. hydrogeochemical scales, нім. hydrogeochemische Skalen f pl) — колірні еталони, за якими методом зіставлення (порівняння) встановлюється вміст хімічних елементів та сполук, а також параметрів вод. Особливо часто застосовуються в польових умовах для визначення вмісту у водах О2, CO2, H2S, Fe3+, Fe2+ та ін., а також рН та Eh води. 